# Delitti di omessa solidarietà
Nel diritto penale italiano si parla di delitti di omessa solidarietà con riguardo ad alcune fattispecie di reato sanzionate dal Capo I, Titolo XII (Dei delitti contro la persona), Libro II del codice penale (art. 591 e 593 c.p.).

## Principio ispiratore
La disciplina si fonda sul dovere di solidarietà, che riflette il principio solidaristico della Costituzione e consiste nell'imposizione di specifici obblighi, il cui mancato adempimento dà vita a reati puramente omissivi. In questo modo si sovverte il modello classico liberale, che vede nel diritto penale uno strumento di repressione dei comportamenti riprovevoli e non di promozione di quelli encomiabili.
La tecnica di reprimere l'omissione rende penalmente lecita la sola condotta doverosa (un ambito di liceità molto ristretto), e sembra voler imporre un modello etico-culturale e di relazioni umane; ciò suscita molte perplessità, come se il diritto penale - oltre a quella di combattere il crimine - assumesse su di sé anche la funzione di formare una società di «buoni samaritani».
La sensazione è rafforzata dal tipo di morale che paiono imporre i delitti di omessa solidarietà; una sorta di «morale dell'eccellere», più che un «normale dovere», com'è evidente dalla fattispecie dell'art. 593 c.p.: chi è gravato di un dovere di soccorso deve adempierlo anche quando risulti per lui gravoso o pericoloso.
Si deve allora ritenere che la tipizzazione di «comandi» positivi sia ammissibile, in diritto penale, solo per rispondere a esigenze di tutela di beni di primissimo rango come la vita e l'incolumità individuale.

## Singole fattispecie

### Omissione di soccorso
L'art. 593 c.p. prevede due distinti reati:
- l'omissione di soccorso di minore o incapace, che sanziona la condotta di chi, trovando un fanciullo smarrito o altra persona incapace di badare a sé stessa, non avvisa immediatamente l'autorità;
- l'omissione di soccorso di persona in pericolo, che punisce chiunque, di fronte a una persona umana inanimata[7] o ferita, non le presta assistenza o non avvisa immediatamente l'autorità.

### Abbandono di minore
La fattispecie di abbandono di minore (art. 591 c.p.) punisce la condotta di chi abbandona una persona minore o incapace di provvedere a sé stessa, della quale abbia la custodia o debba avere la cura.

### Aggravanti
I delitti di omessa solidarietà sono aggravati se dall'omissione derivano la morte o la lesione personale della vittima.